# 978 Aidamina
Aidamina (asteroide 978) é um asteróide da cintura principal com um diâmetro de 78,73 quilómetros, a 2,4353982 UA. Possui uma excentricidade de 0,2371316 e um período orbital de 2 083,42 dias (5,71 anos).
Aidamina tem uma velocidade orbital média de 16,66988352 km/s e uma inclinação de 21,66757º.
Esse asteroide foi descoberto em 18 de Maio de 1922 por Sergei Belyavsky.